# Musikjahr 1737
Liste der Musikjahre

◄◄ | ◄ | 1733 | 1734 | 1735 | 1736 | Musikjahr 1737 | 1738 | 1739 | 1740 | 1741 | ► | ►►

Weitere Ereignisse
Dieser Artikel behandelt das Musikjahr 1737.

## Ereignisse

### Johann Sebastian Bach
- Johann Sebastian Bach ist seit dem 30. Mai 1723 Thomaskantor und musikalischer Leiter der Thomaskirche in Leipzig. Außerdem hat er 1729 die Leitung des 1701 von Georg Philipp Telemann gegründeten Collegium musicum übernommen. Durch die zusätzliche Leitung des Kollegiums erweitert er seine Wirkungsmöglichkeiten im Leipziger Musikleben beträchtlich. Mit diesem studentischen Ensemble führt er deutsche und italienische Instrumental- und Vokalmusik auf, darunter seine eigenen in Weimar und Köthen entstandenen Konzerte. Die Konzerte finden ein- bis zweimal pro Woche im Zimmermannischen Caffee-Hauß (1943 kriegszerstört) oder im dazugehörigen Garten statt.
- 28. September: Für die Huldigungsfeier des kursächsischen Geheimen Rats und Vizekammerpräsidenten Johann Christian von Hennicke, der 1737 Schloss und Gut Wiederau bei Leipzig als erbliches Lehen erhalten hat, komponiert Johann Sebastian Bach die Festkantate Angenehmes Wiederau (BWV 30a) auf einen Text von Johann Christian Henrici (Picander).
- Johann Sebastian Bach wird zum 19. Mal Vater. Das zwölfte gemeinsame Kind mit seiner zweiten Frau Anna Magdalena Bach, Johanna Carolina (1737–1781), wird geboren.
- Bach begutachtet die Orgel in der Kirche St. Peter und Paul in Weißensee, die von dem Orgelbauer C. W. Schäfer geschaffen wurde.

### Georg Friedrich Händel
- Georg Friedrich Händel wohnt seit Juli/August 1723 in London in der 25 Brook Street und bewohnt hier bis zu seinem Tod im Jahr 1759 zwei Stockwerke. Nahezu alle Werke, die seit 1723 entstehen, werden in diesem Haus komponiert. Auch die Vorbereitungen der Aufführungen finden oft im Händelschen Dining Room statt.
- Händel, der 1729 gemeinsam mit Johann Jacob Heidegger die „zweite Opernakademie“ gegründet hatte, ist in das neuerbaute Covent Garden Theatre umgezogen und führt das Opernunternehmen (die „dritte Opernakademie“) inzwischen in eigener Regie und in eigener finanziellen Verantwortung.
- 12. Januar: Die Uraufführung der Oper Arminio von Georg Friedrich Händel nach einer Vorlage von Antonio Salvi findet am Covent Garden Theatre in London statt. Die Hauptrollen singen Domenico Annibali, Anna Maria Strada, Gizziello und Francesca Bertolli. Dem Werk ist kein Erfolg beschieden.
- 16. Februar: Georg Friedrich Händels Oper Giustino wird in der gleichen Besetzung wie Arminio am Covent Garden Theatre uraufgeführt. Die literarische Vorlage stammt von Nicolò Beregan und Pietro Pariati.
- 23. März: Das Oratorium Il trionfo del Tempo e del Disinganno, das Georg Friedrich Händel in einer ersten Version im Frühjahr 1707 auf das Libretto von Kardinal Benedetto Pamphili komponiert hatte, wird in einer überarbeiteten Version im Theatre Royal, Covent Garden in London uraufgeführt. Den Stoff wird Händel 1757 noch ein weiteres Mal unter dem Titel The Triumph of Time and Truth (Der Triumph der Zeit und der Wahrheit) bearbeiten und aufführen.
- April: Händel erleidet einen Schlaganfall mit Lähmungserscheinungen, erholt sich bei einem Kuraufenthalt in den Aachener Thermalquellen in Burtscheid bis September jedoch schnell wieder und komponiert mit der alten Produktivität.
- 13. April: Das Pasticcio Didone abbandonata von Georg Friedrich Händel wird am Covent Garden Theatre uraufgeführt. Es handelt sich um eine Bearbeitung des ersten, gleichnamigen Opernlibrettos von Pietro Metastasio auf der Grundlage der Oper Leonardo Vincis. Händel kann die Aufführung aufgrund seines Schlaganfalls nicht selbst leiten.
- 18. Mai: Berenice ist die dritte Oper Georg Friedrich Händels innerhalb eines halben Jahres, die am Covent Garden Theatre uraufgeführt wird. Das Libretto stammt von Antonio Salvi. Auch diese Uraufführung kann er nicht selbst leiten und wie alle Werke dieser Spielzeit bleibt es ohne Erfolg.
- Ende Mai: Aufgrund finanzieller Probleme muss Georg Friedrich Händel sein Opernunternehmen schließen und sein Opernensemble auflösen. Aber auch die rivalisierende Opera of the Nobility geht pleite und muss aufgelöst werden. Bezeichnenderweise ist wieder ein Werk der populäreren „leichten Muse“ der „Sargnagel“ des Unternehmens: die Opernparodie The Dragon of Wantley (Libretto: Henry Carey) des deutschen Komponisten Johann Friedrich Lampe. Diese hat insgesamt mehr Vorstellungen als seinerzeit John Gays und Johann Christoph Pepuschs The Beggar’s Opera.
- Für das Staatsbegräbnis von Königin Caroline komponiert Händel das Funeral Anthem (The ways of Zion do mourn).

### Domenico Scarlatti
- Domenico Scarlatti ist der portugiesischen Prinzessin Maria Bárbara de Bragança, die er am Hofe des frommen und verschwendungssüchtigen Königs Johann V. in Lissabon kennengelernt und als Musiklehrer unterrichtet hatte, nach deren Heirat mit dem spanischen Thronfolger Don Fernando von Asturien (ab 1746 König Ferdinand VI.) nach Spanien gefolgt. Von Oktober 1730 bis 16. Mai 1733 war die Alcázares Reales in Sevilla seine feste Residenz und Wirkungsstätte. Danach zieht der Hof nach Norden in die Umgebung von Madrid, wo er je nach Jahreszeit abwechselnd in den Schlössern Buen Retiro, El Pardo, Aranjuez, La Granja und El Escorial weilt. Scarlatti steht vermutlich weiterhin in den „privaten“ Diensten von Maria Bárbara und scheint sich praktisch ausschließlich dem Cembalo und der Komposition seiner Sonaten zu widmen.

### Georg Philipp Telemann
- Georg Philipp Telemann ist seit 1721 Cantor Johannei und Director Musices der Stadt Hamburg, eines der angesehensten musikalischen Ämter Deutschlands. In diesem Amt verpflichtet sich Telemann zur Komposition von zwei Kantaten wöchentlich und einer Passion pro Jahr, in späteren Jahren greift er allerdings bei seinen Kantaten auf frühere Werke zurück. Daneben komponiert er zahlreiche Musiken für private und öffentliche Anlässe, etwa für Gedenktage und Hochzeiten.
- Außerdem hat Telemann für ein Jahresgehalt von 300 Talern die Leitung der Hamburgischen Oper am Gänsemarkt übernommen, baut das bereits 1660 von Matthias Weckmann gegründete, aber mittlerweile nicht mehr konzertierende Collegium musicum neu auf und übernimmt zusätzlich eine Stelle als Kapellmeister von Haus aus für den Hof des Markgrafen von Bayreuth. Dorthin liefert er von Zeit zu Zeit Instrumentalmusik sowie eine Oper jährlich.
- Einem langgehegten Wunsch folgend, besucht Telemann im Herbst 1737 Paris, nachdem er von einer Gruppe dortiger Musiker (Jean-Baptiste-Antoine Forqueray, Jean-Pierre Guignon und Michel Blavet) dazu eingeladen wurde. Während seiner Abwesenheit lässt sich Telemann von Johann Adolf Scheibe vertreten. Sieben Werke Telemanns liegen in Paris bereits im Nachdruck vor. Nach viermonatigem Aufenthalt verleiht der französische König ihm ein 20 Jahre dauerndes Exklusivrecht an seinen Veröffentlichungen, das vor Raubdrucken schützen soll. Mit mehreren Aufführungen seiner Werke gelangt Telemann endgültig zu internationalem Ruhm. Als erster deutscher Komponist darf er sich am Concert Spirituel, das öffentliche Konzerte gibt, vorstellen. Telemanns Nouveaux Quatuors („Pariser Quartette“, 1737) gehören zu den heute populärsten Instrumentalwerken Telemanns. Im Mai 1738 kehrt Telemann, dessen Ansehen auch in Deutschland durch die Reise erhöht wurde, nach Hamburg zurück.

### Antonio Vivaldi
- Antonio Vivaldi ist seit 1726 musikalischer Leiter des Teatro Sant’Angelo in seiner Heimatstadt Venedig. Dort wird er sowohl als Komponist als auch als Geigenvirtuose zur lebenden Legende und zum „Wallfahrtsziel“ für viele Musiker aus ganz Europa.
- 05. Februar: Uraufführung der Oper Il giorno felice von Antonio Vivaldi auf ein Libretto von Francesco Scipione Maffei im Kärntnertortheater in Wien.
- 00. Mai: Am Teatro Filarmonico di Verona wird Antonio Vivaldis Oper Catone in Utica auf das Libretto von Pietro Metastasio uraufgeführt.
- 28. Dezember oder 30. Dezember: Uraufführung der Oper L’oracolo in Messenia von Antonio Vivaldi nach dem Libretto Merope von Apostolo Zeno im Teatro Sant’Angelo in Venedig.

### Weitere biografische Ereignisse
- Giovanni Bononcini verliert bei dubiosen Spekulationen viel Geld und muss sich zeitweilig seinen Lebensunterhalt als Kopist verdienen.
- William Boyce leitet das Three Choirs Festival.
- Riccardo Broschi ist am Hofe Carl Alexanders von Württemberg in Stuttgart als „compositore di musica“ engagiert. Hier gelangt Anfang 1737 seine Oper Adriano in Siria zur Aufführung, die 1735 ihre Uraufführung in Mailand hatte. Der plötzliche Tod des Herzogs am 12. März 1737 beendet frühzeitig seinen Aufenthalt in Stuttgart.
- Farinelli reist nach dreijährigem Aufenthalt in England 1737 nach Spanien. Auf dem Weg verbringt er einige Monate in Frankreich, wo er vor Ludwig XV. singt. In Spanien, das er ursprünglich nur für fünf Monate hatte besuchen wollen, bleibt er schließlich fast fünfundzwanzig Jahre (1737–1759). Sein Gesang wird von der Königin Elisabetta Farnese eingesetzt, um die schweren Depressionen von Philipp V. zu kurieren, so wie dies 40 Jahre zuvor schon der Kastratensänger Matteuccio für Karl II. getan hatte. Neun Jahre lang (bis zum Tode Philipps 1746) darf er nur noch für den König singen – laut einem Brief Farinellis vom 15. Februar 1738 an seinen Freund Graf Pepoli muss er „jeden Abend ... acht oder neun Arien vortragen“.
- Giovanni Battista Ferrandini, der bereits als Knabe eine Stelle als Oboist in der Hofkapelle in München erhalten hatte und 1732 zum Kammerkomponisten aufgestiegen war, wird Direktor der Kammermusik.
- Geminiano Giacomelli, der nach Parma zurückgekehrt ist und bis 1737 seine beiden Positionen am Hof und an der Kirche Madonna della Steccata wieder aufgenommen hat, geht 1737 nach Graz, wo er die Aufführungen seiner Oper Cesare in Egitto leitet.
- Charles-Joseph van Helmont wird Kantor an der Hofkirche Notre-Dame-de-la-Chapelle („Kapellekerk“) der Statthalterin der Niederlande, Erzherzogin Maria Elisabeth. Er wird diese Position bis zu deren Tod 1741 bekleiden.
- Ignaz Holzbauer, der als Kapellmeister in Holleschau tätig ist, heiratet am 30. April an seinem Beschäftigungsort die aus Olmütz stammende Opernsängerin Rosalie Andreides († 1785).
- Johann Friedrich Lampe schreibt zusammen mit Henry Carey sein bei weitem erfolgreichstes Werk, die Opernparodie The Dragon of Wantley, die mehr zeitgenössische Aufführungen erlebt als Gays Beggar’s Opera. Die Fortsetzung, Margery, or A Worse Plague than the Dragon, im Jahr 1738 wird weniger Erfolg haben.
- Benedetto Marcello, der seit 1730 als Provveditore (Gouverneur) der Republik Venedig in Pola in Istrien im heutigen Kroatien geschickt worden war, kehrt aufgrund seines schlechten Gesundheitszustandes nach Venedig zurück.
- Domenico Sarro wird nach dem Tode seines Vorgängers Francesco Mancini zum Hofkapellmeister am Hof von Neapel ernannt. Eine seiner ersten Aufgaben ist die Komposition der Oper zur offiziellen Eröffnung des Teatro San Carlo, Achille in Sciro.
- Johann Adolf Scheibe veröffentlicht von 1737 bis 1740 mit Der critische Musicus eine Zeitschrift, die sich mit damals wichtigen Fragen musikalischer Ästhetik befasst.

### Zitate
„Ich habe diesen grossen Mann unterschiedene mahl spielen hören. Man erstaunet bey seiner Fertigkeit, und man kan kaum begreifen wie es möglich ist, daß er seine Finger und seine Füsse so sonderbahr und so behend in einander schrenken, ausdehnen und damit die weitesten Sprünge machen kan, ohne einen einzigen falschen Ton einzumischen oder durch eine so heftige Bewegung den Körper zu verstellen.“

„Dieser große Mann würde die Bewunderung ganzer Nationen sein, wenn er mehr Annehmlichkeit hätte und wenn er nicht seinen Stücken durch ein schwülstiges und verworrenes Wesen das Natürliche entzöge und ihre Schönheit durch allzugroße Kunst verdunkelte. Weil er nach seinen Fingern urteilt, so sind seine Stücke überaus schwer zu spielen; denn er verlangt die Sänger und Instrumentalisten sollen durch ihre Kehle und Instrumente eben das machen, was er auf dem Klavier spielen kann. Dieses aber ist unmöglich. […] man bewundert […] die beschwerliche Arbeit und eine ausnehmende Mühe, die doch vergebens angewandt ist, weil sie wider die Vernunft streitet.“

### Eröffnungen

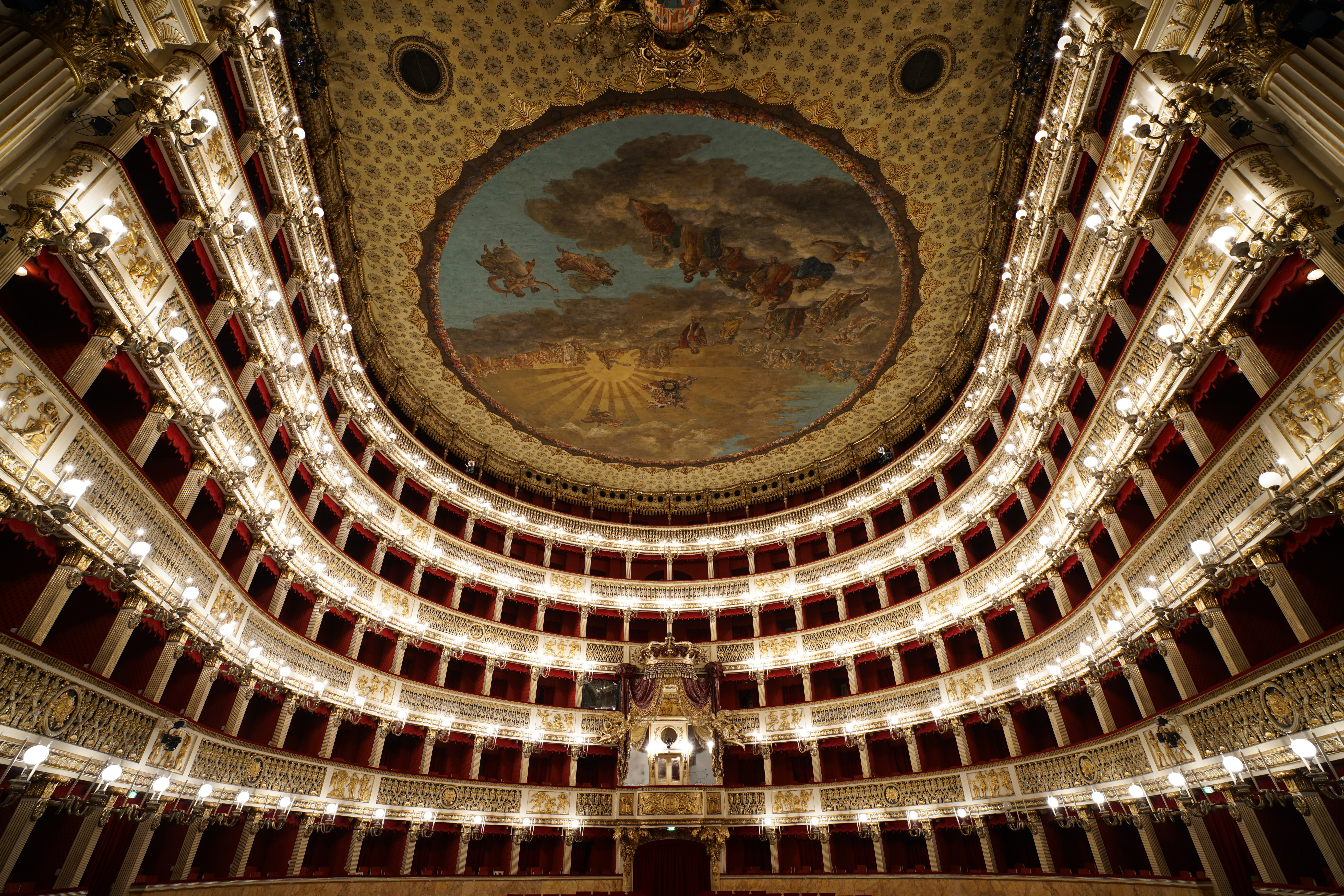
Heutige Innenansicht des Teatro San Carlo

- 04. November: Das Teatro San Carlo wird am Namenstag von König Karl VII. von Neapel mit der Aufführung von Domenico Sarros Achille in Sciro auf das Libretto von Pietro Metastasio eröffnet. Domenico Sarro dirigiert sein Werk zu diesem Anlass selbst. Das Teatro San Carlo wurde ab 1735 von den Architekten Giovanni Antonio Medrano und Angelo Carasale für den Bourbonenkönig konzipiert und errichtet. Der König will Neapel mit einem neuen und größeren Theater an Stelle des alten verfallenden Teatro San Bartolomeo von 1621 ausstatten. Das Teatro di San Carlo wird jahrelang mit 3.300 Plätzen das größte Opernhaus und, noch vor der Mailänder Scala, das angesehenste Haus in Europa und der Welt sein und wird allein schon wegen seiner Architektur und seiner reichen Einrichtung bewundert werden.

### Uraufführungen

#### Bühnenwerke

##### Oper

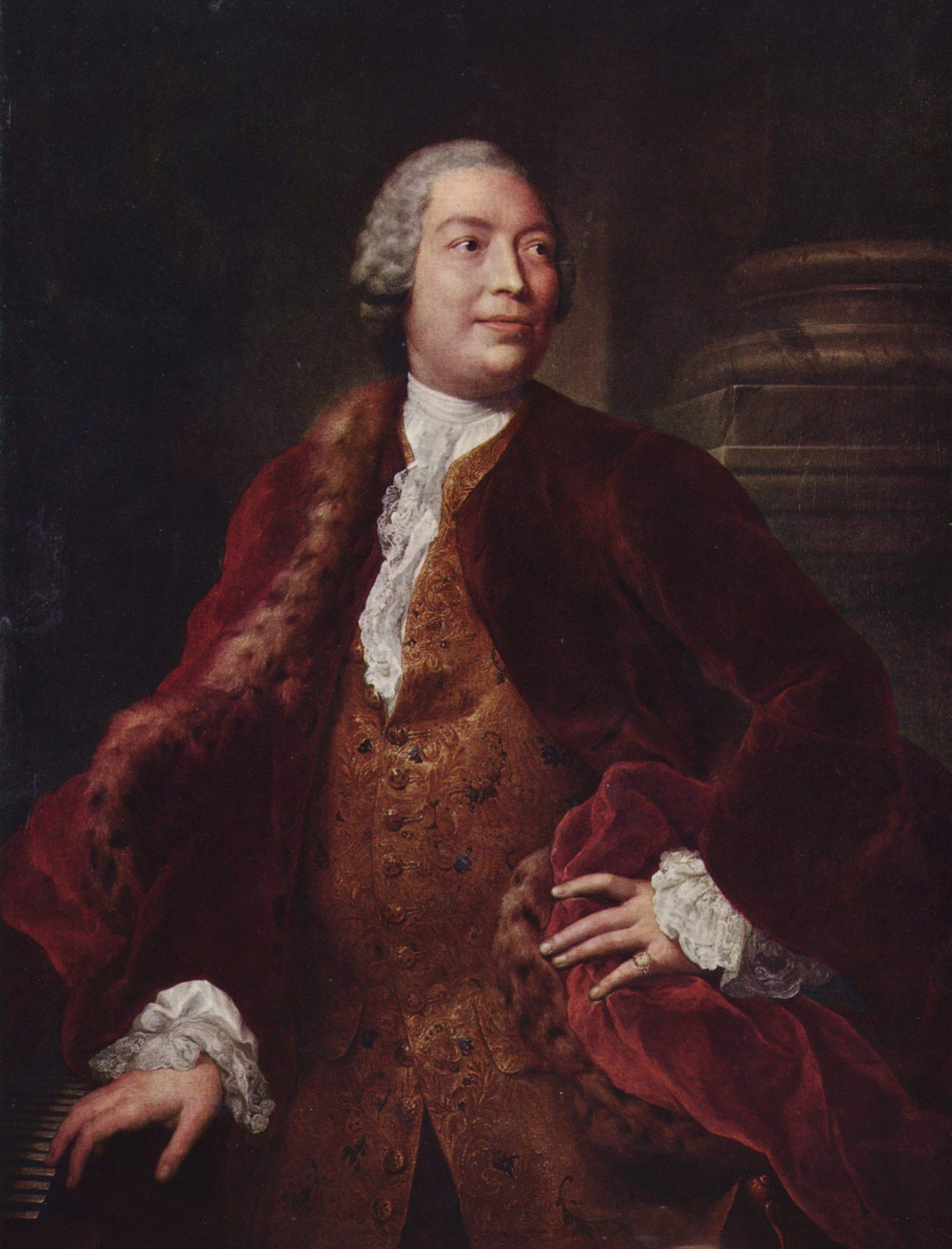
Domenico Annibali (1705–1779)

- 12. Januar: Die Uraufführung der Oper Arminio von Georg Friedrich Händel nach einer Vorlage von Antonio Salvi findet am Covent Garden Theatre in London statt. Die Hauptrollen singen Domenico Annibali, Anna Maria Strada, Gizziello und Francesca Bertolli. Dem Werk ist kein Erfolg beschieden.
- 05. Februar: Uraufführung der Oper Il giorno felice von Antonio Vivaldi auf ein Libretto von Francesco Scipione Maffei im Kärntnertortheater in Wien.
- 06. Februar: Die Uraufführung der Tragikomödie Alessandro in Sidone von Giovanni Bononcini findet am Kleinen Hoftheater in Wien statt.
- 16. Februar: Georg Friedrich Händels Oper Giustino wird in der gleichen Besetzung wie Arminio am Covent Garden Theatre uraufgeführt. Die literarische Vorlage stammt von Nicolò Beregan und Pietro Pariati.
- Karneval: Das Dramma per musica in drei Akten Demetrio von Geminiano Giacomelli auf das Libretto von Pietro Metastasio wird im Teatro Regio in Turin uraufgeführt.
- 13. April: Das Pasticcio Didone abbandonata von Georg Friedrich Händel wird am Covent Garden Theatre uraufgeführt. Es handelt sich um eine Bearbeitung des ersten, gleichnamigen Opernlibrettos von Pietro Metastasio auf der Grundlage der Oper Leonardo Vincis. Händel kann die Aufführung nicht selbst leiten, weil er kurz zuvor einen Schlaganfall erlitten hat.
- 11. Mai: Im Teatro Malvezzi in Bologna wird die Oper Siface von Leonardo Leo uraufgeführt.
- 16. Mai: Die burleske Oper The Dragon of Wantley von John Frederick Lampe auf das Libretto von Henry Carey wird im Little Theatre in the Haymarket in London uraufgeführt.

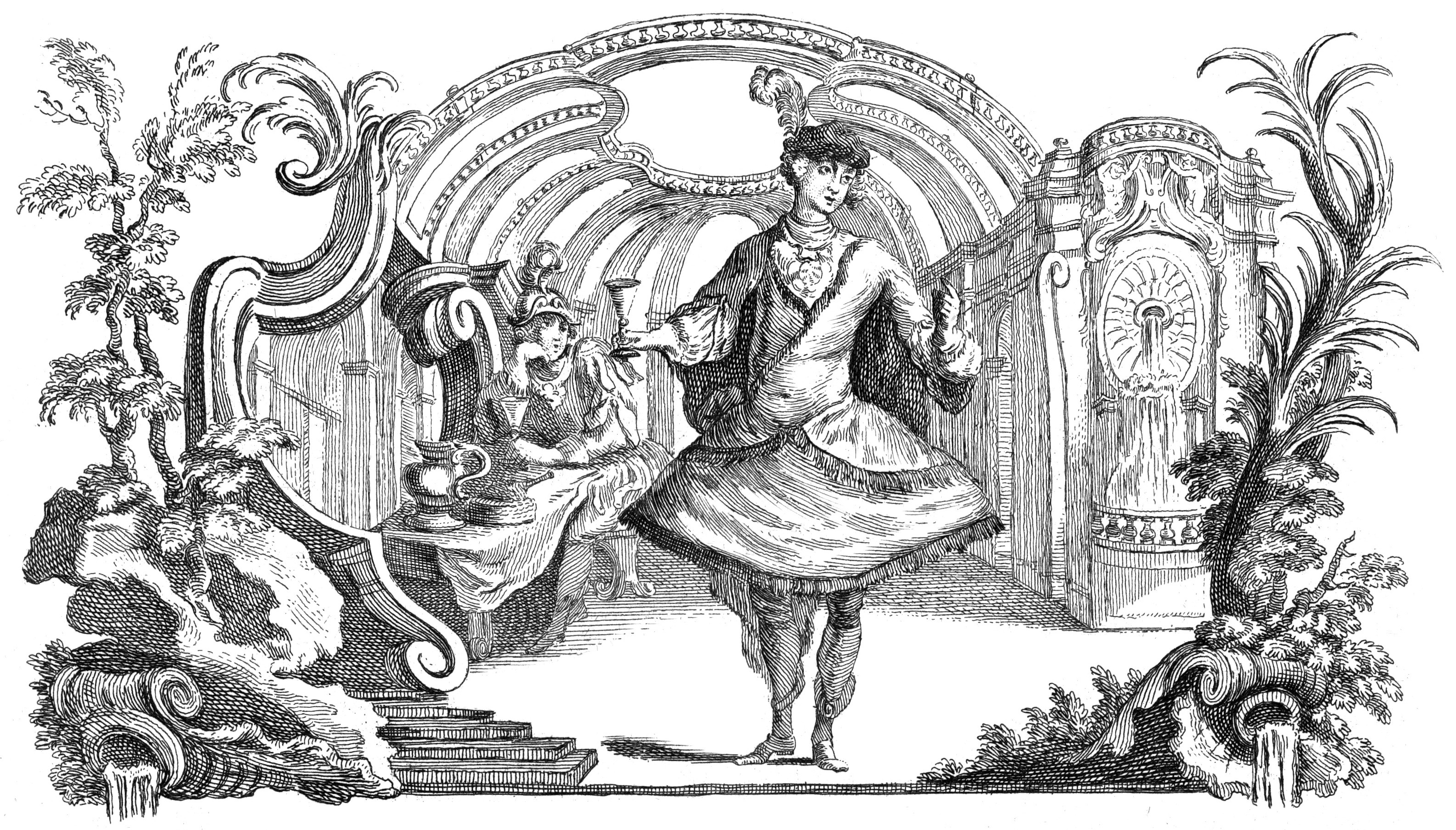
The Dragon of Wantley – Moore schwenkt das Glas
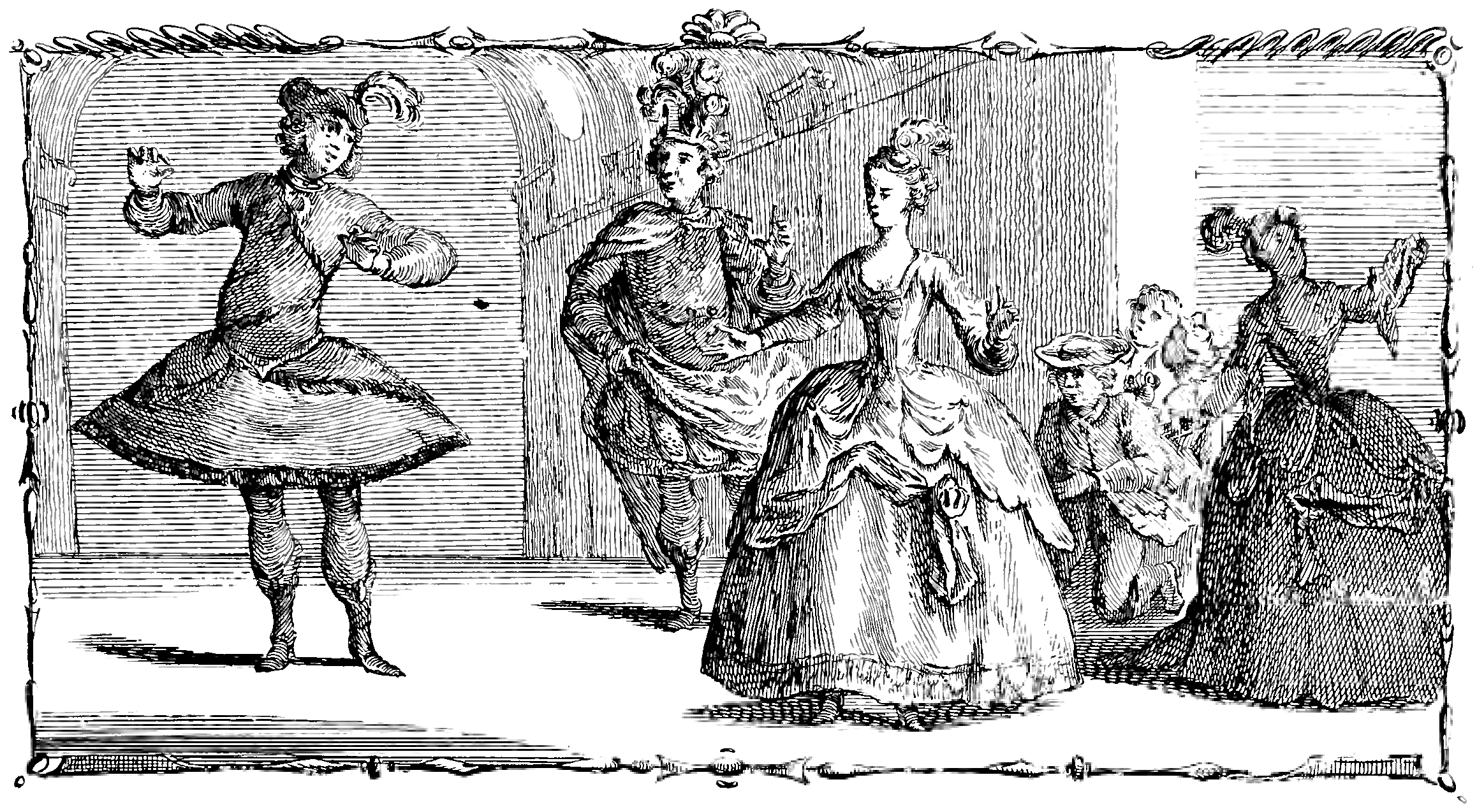
The Dragon of Wantley – Moores Vereinbarung mit Margery
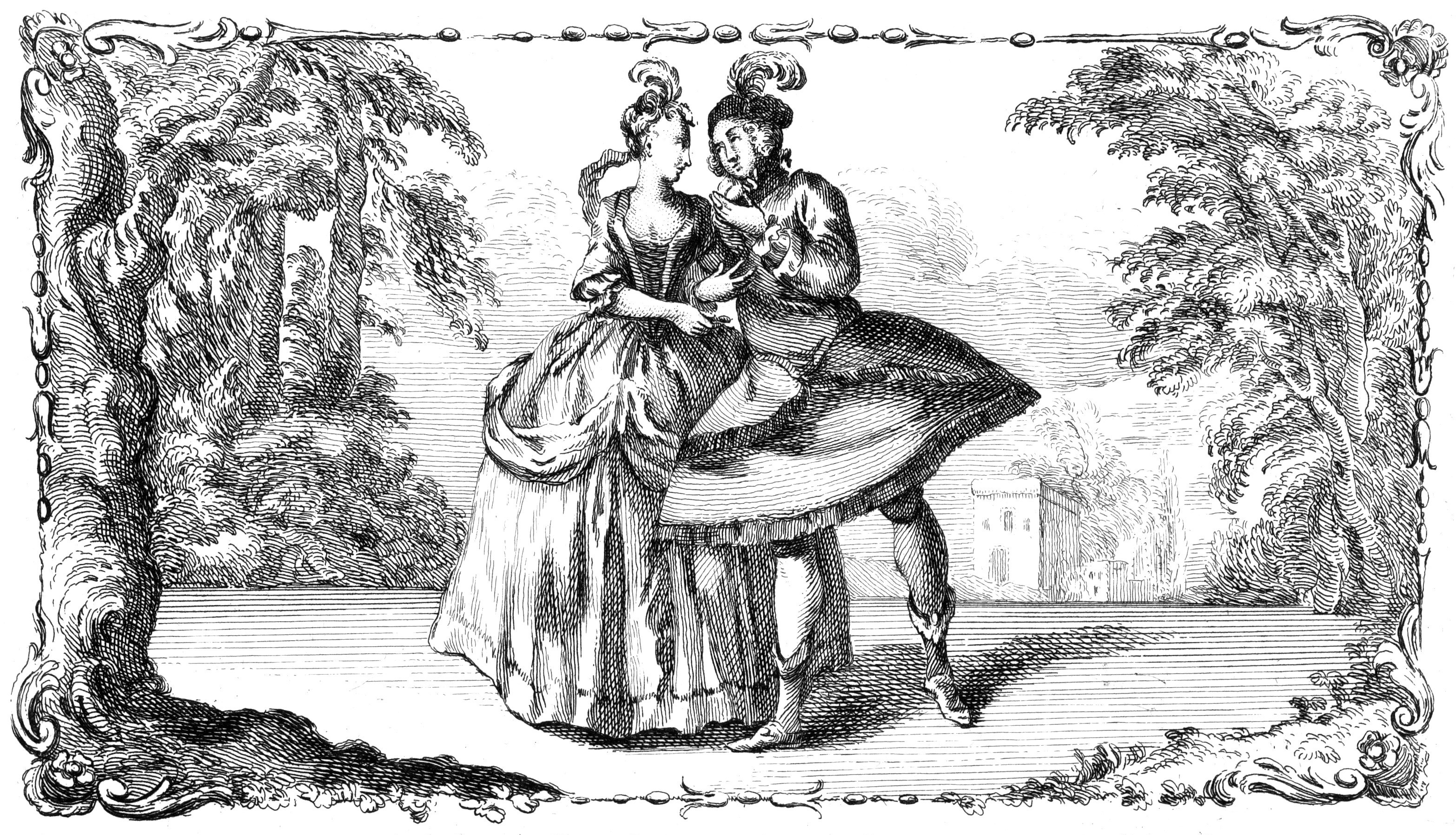
The Dragon of Wantley – Moore beschwichtigt Mauxalinda
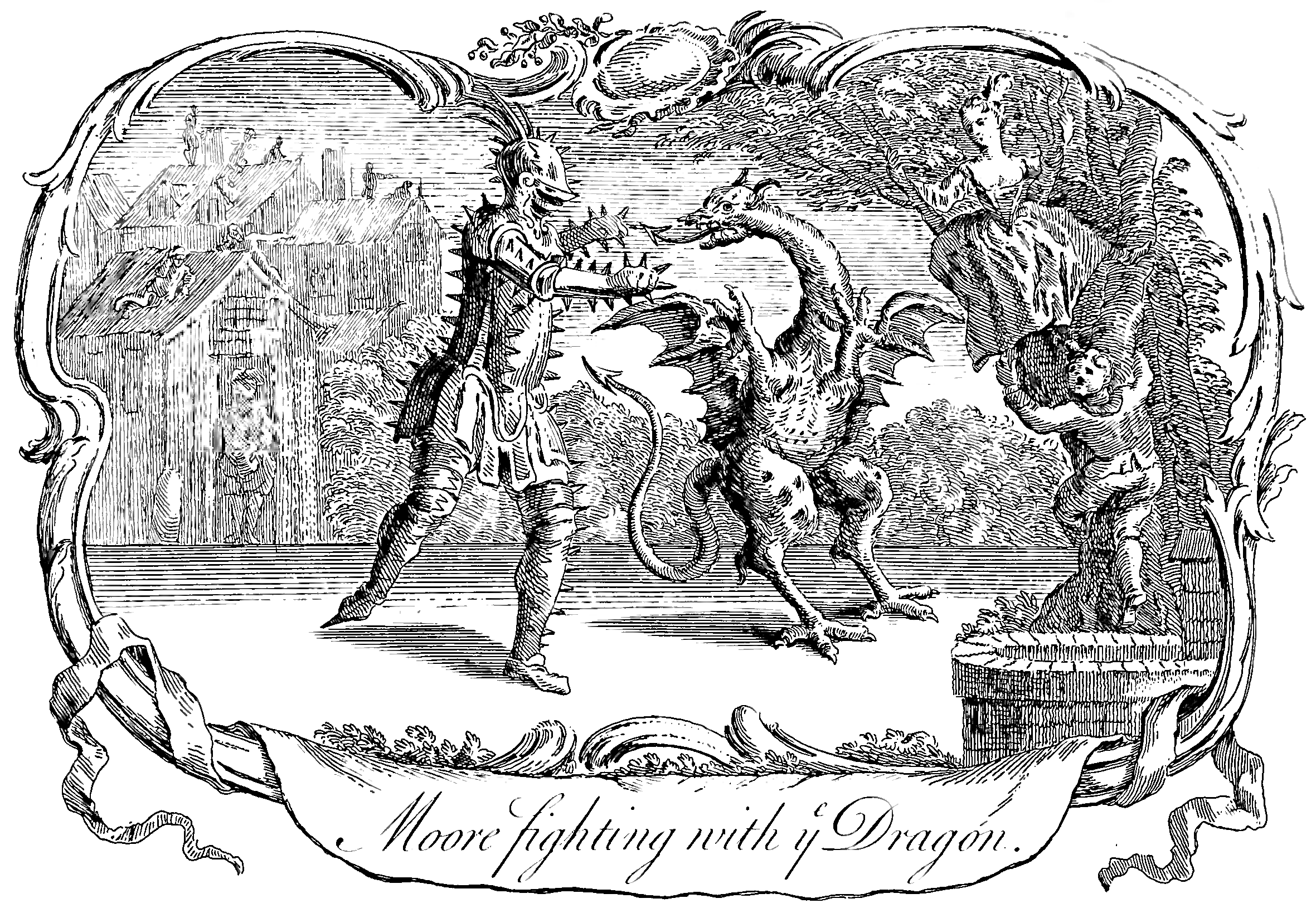
The Dragon of Wantley – Moore kämpft mit dem Drachen

- 18. Mai: Berenice ist die dritte Oper Georg Friedrich Händels innerhalb eines halben Jahres, die am Covent Garden Theatre uraufgeführt wird. Auch diese Uraufführung kann er nicht selbst leiten und wie alle Werke dieser Spielzeit bleibt es ohne Erfolg.
- 00. Mai: Am Teatro Filarmonico di Verona wird Antonio Vivaldis Oper Catone in Utica auf das Libretto von Pietro Metastasio uraufgeführt.
- 03. August: Die Oper Asteria von Johann Adolph Hasse hat ihre Uraufführung im Opernhaus am Zwinger in Dresden.
- 28. August: Giovanni Bononcinis Oper Zenobia auf ein Libretto von Pietro Metastasios hat seine Uraufführung zur Feier des Geburtstags der Kaiserin Elisabeth an der Favorita in Wien.
- 12. Oktober: Das musikalische Drama Lucio Papirio dittatore von Ignaz Holzbauer auf das Libretto von Apostolo Zeno wird in Holleschau uraufgeführt.
- 24. Oktober: Jean-Philippe Rameaus dritte Oper Castor et Pollux nach einem Libretto von Pierre-Joseph-Justin Bernard wird an der Académie Royale de Musique in Paris uraufgeführt. Das Werk ist ein voller Erfolg und heizt den Streit zwischen den Anhängern Rameaus und den konservativen Verfechtern der Musik Jean-Baptiste Lullys weiter an.
- 31. Oktober: In Vyškov wird die Oper Adriano in Siria von Johann Adolph Hasse auf das Libretto von Pietro Metastasio uraufgeführt.
- 04. November: In Neapel wird mit der Aufführung von Domenico Sarros Achille in Sciro auf ein Libretto Pietro Metastasios das Teatro San Carlo, das zu diesem Zeitpunkt größte Opernhaus Europas, eröffnet. Der Komponist dirigiert das Werk aus diesem Anlass selbst.
- 19. Dezember: Die Oper L’olimpiade von Leonardo Leo auf ein Libretto von Pietro Metastasio wird im Teatro San Carlo in Neapel erstmals aufgeführt.
- 28. Dezember oder 30. Dezember: Uraufführung der Oper L’oracolo in Messenia von Antonio Vivaldi nach dem Libretto Merope von Apostolo Zeno im Teatro Sant’Angelo in Venedig.
- Domenico Alberti – Serenata Endimione (Libretto von Pietro Metastasio; Uraufführung in Venedig)
- Nicola Antonio Porpora
  - Lucio Papirio (Dramma per musica in drei Akten; Libretto von Antonio Salvi und Domenico Lalli; Uraufführung in Venedig)
  - Rosbale („Dramma per musica“ in drei Akten; Libretto von Domenico Lalli; Uraufführung in Venedig)
  - Hochzeit der Statira, Königin von Persien (Pasticcio; Libretto von Roberto Girolamo Frigimelica und Christoph Gottlieb Wend; Uraufführung in Hamburg)

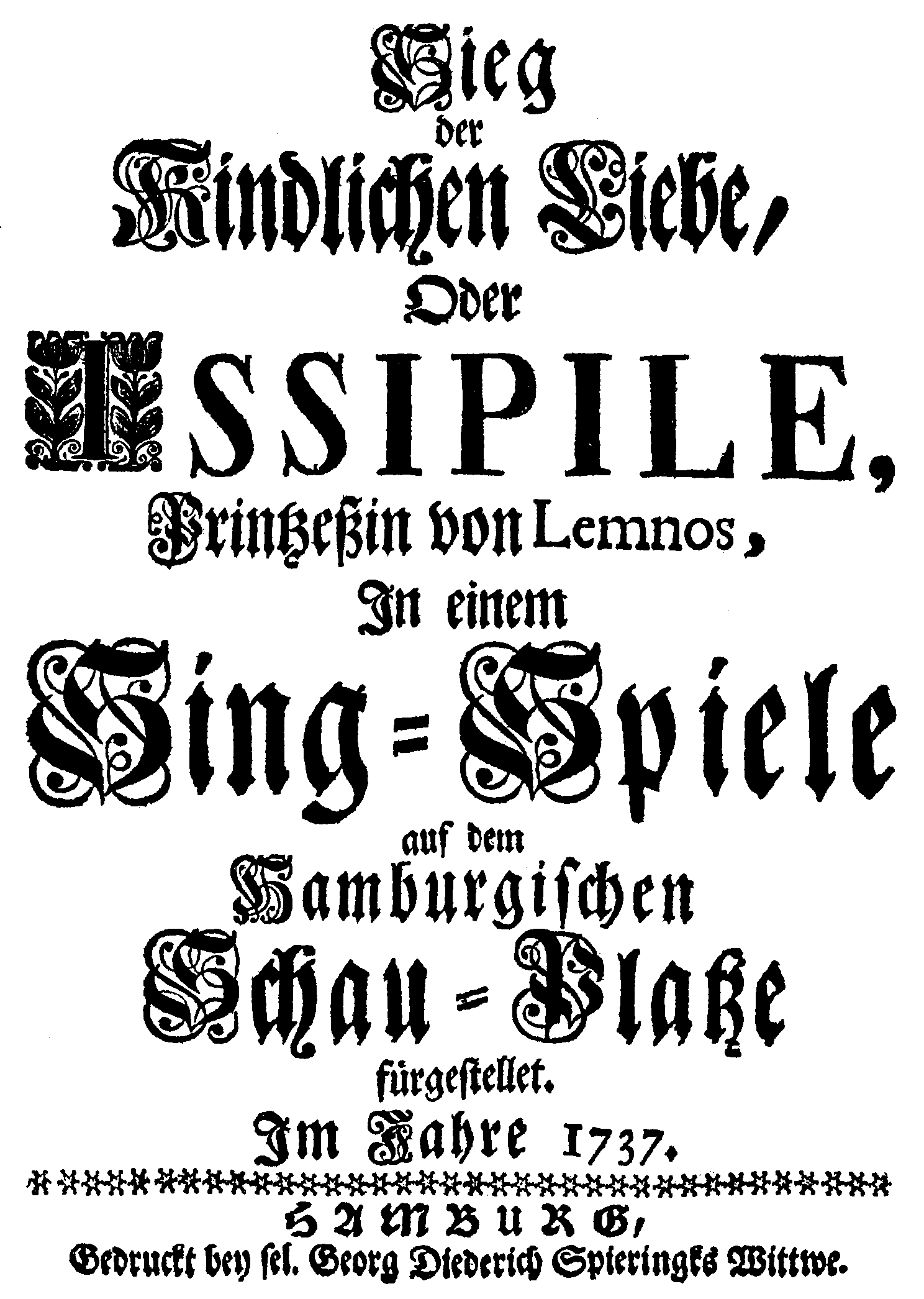
Francesco Bartolomeo Conti – Issipile – Titelseite des Librettos – Hamburg 1737
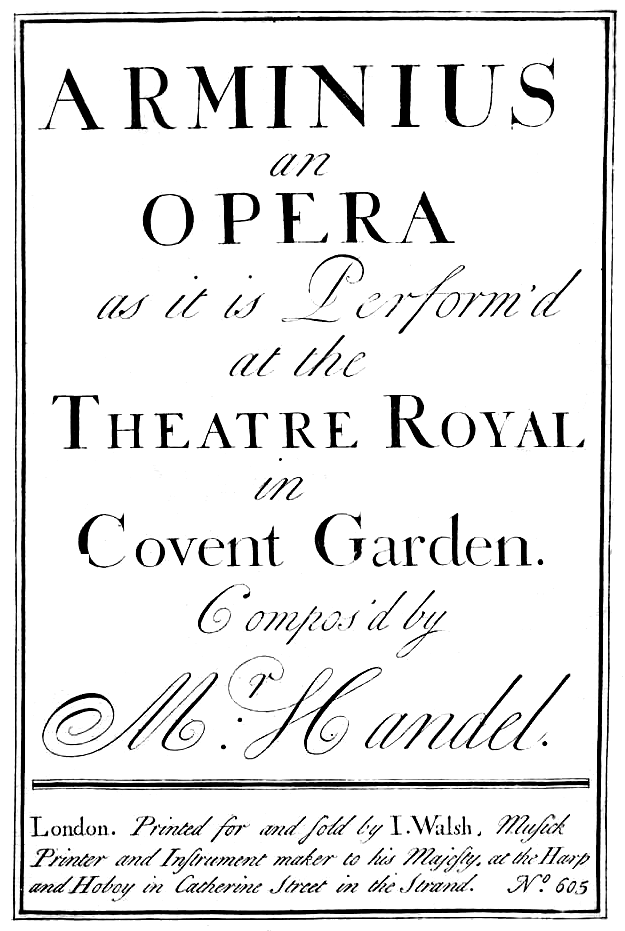
Georg Friedrich Händel – Arminio – Titelseite der Partitur – London 1737
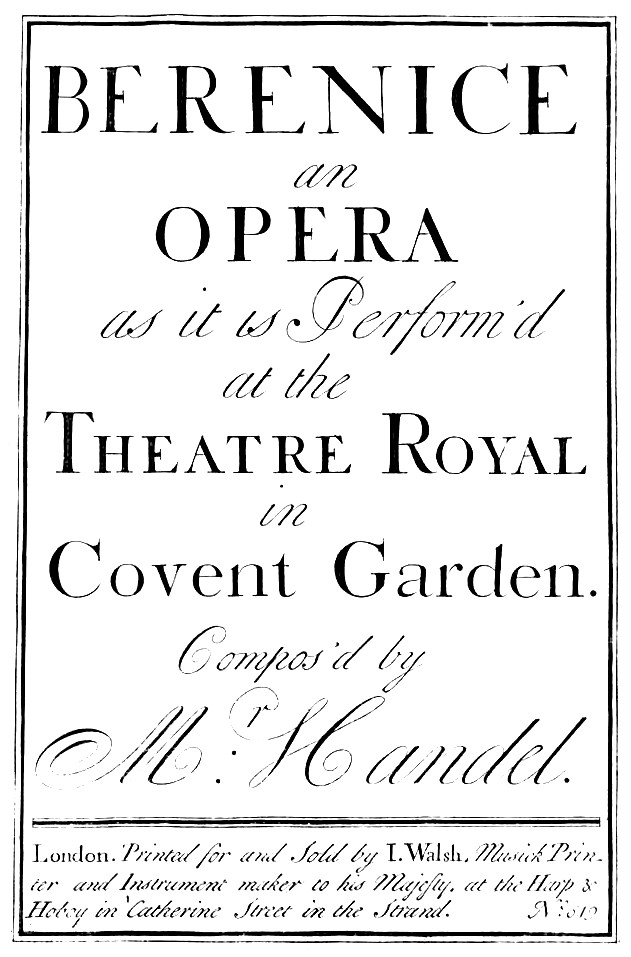
Georg Friedrich Händel – Berenice – Titelblatt der Partitur – London 1737
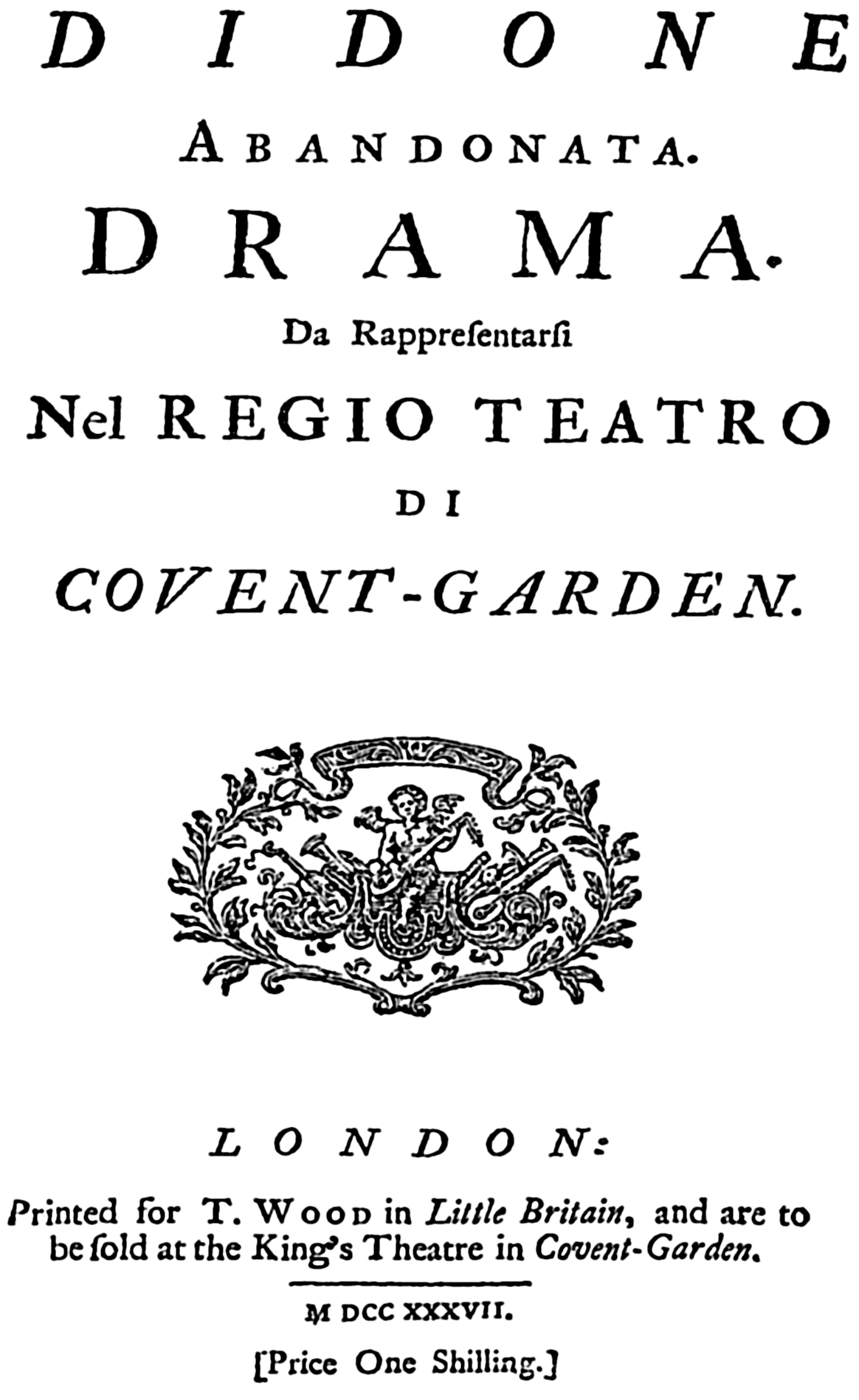
Georg Friedrich Händel – Didone abbandonata – Titelseite des Librettos – London 1737
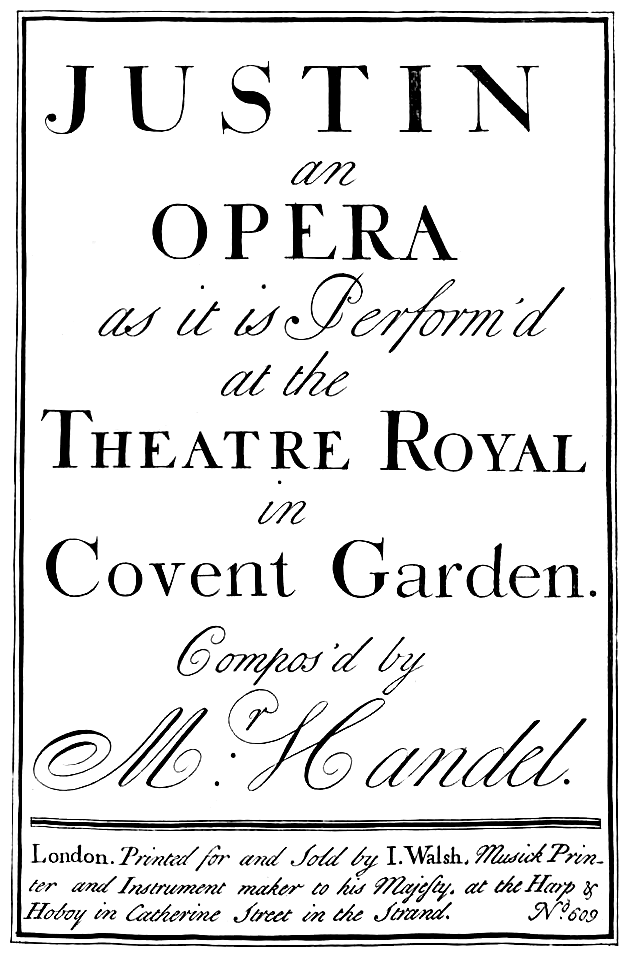
Georg Friedrich Händel – Giustino – Titelseite der Partitur – London 1737
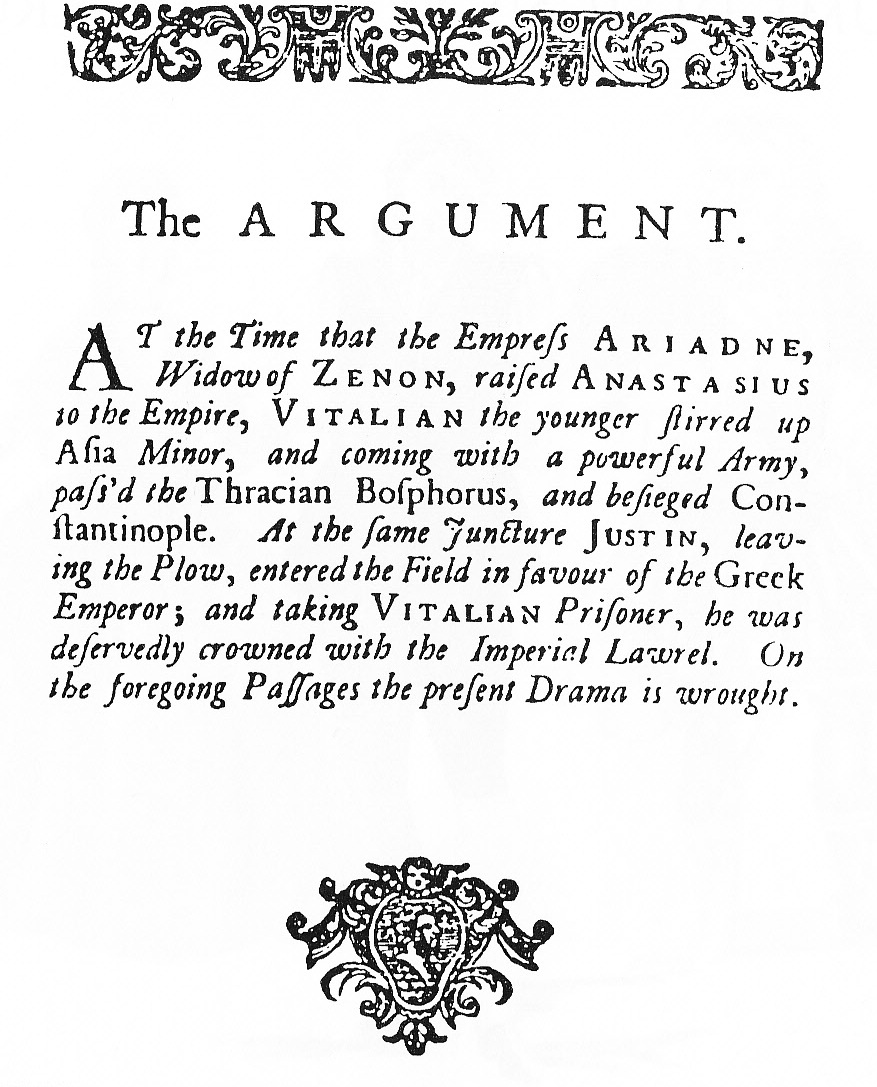
Georg Friedrich Händel – Giustino – Vorrede in englischer Sprache zum Libretto – Thomas Wood, 1737
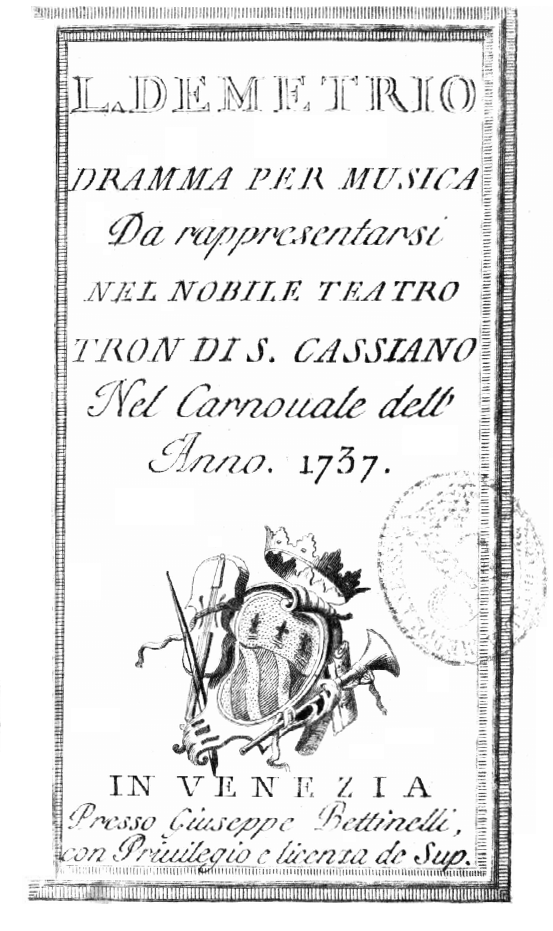
Johann Adolph Hasse – Demetrio – Titelseite des Librettos – Venedig 1737
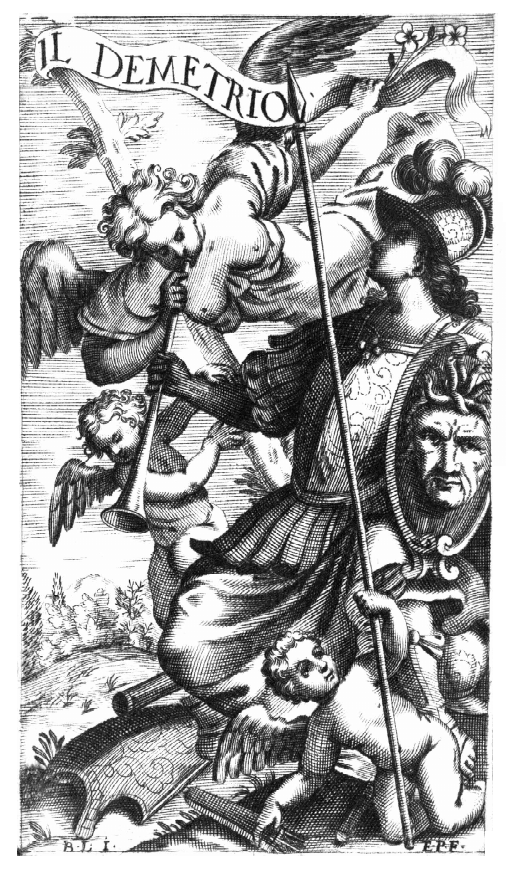
Johann Adolph Hasse – Demetrio – Bild aus dem Libretto – Venedig 1737
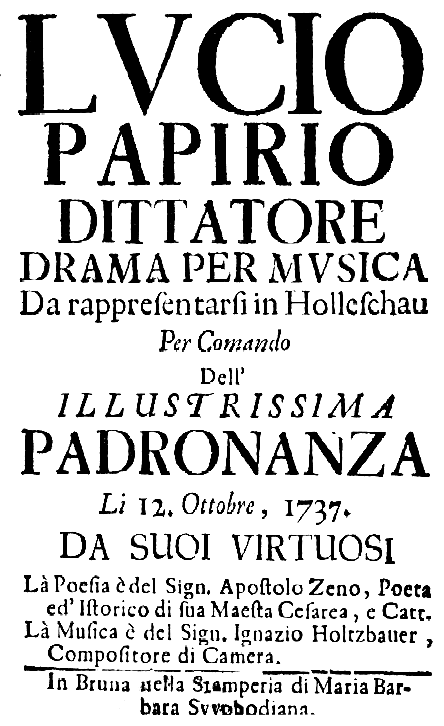
Ignaz Holzbauer – Lucio Papirio dittatore – Titelseite des Librettos – Holešov 1737
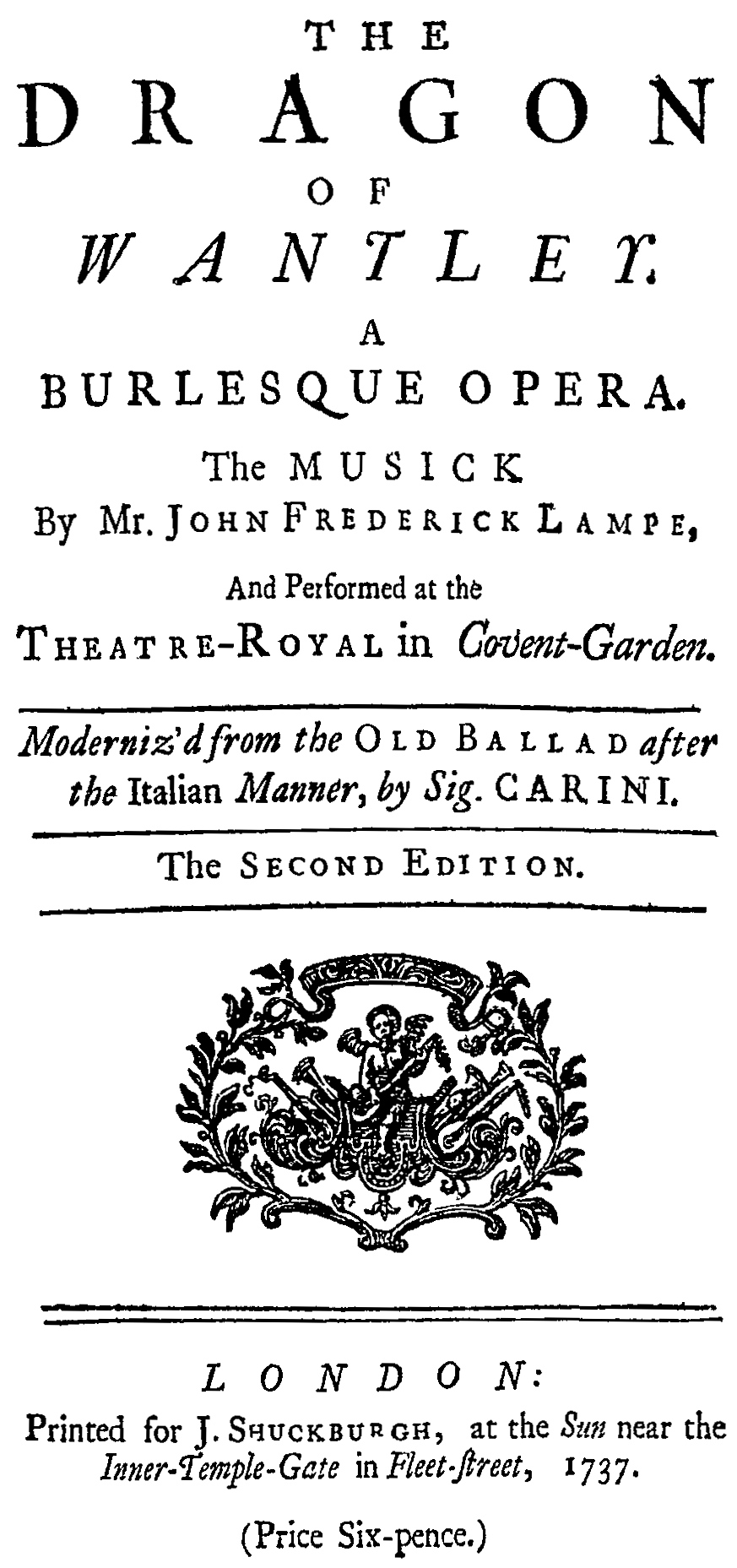
John Frederick Lampe – The Dragon of Wantley – Titelseite des Librettos – London 1737
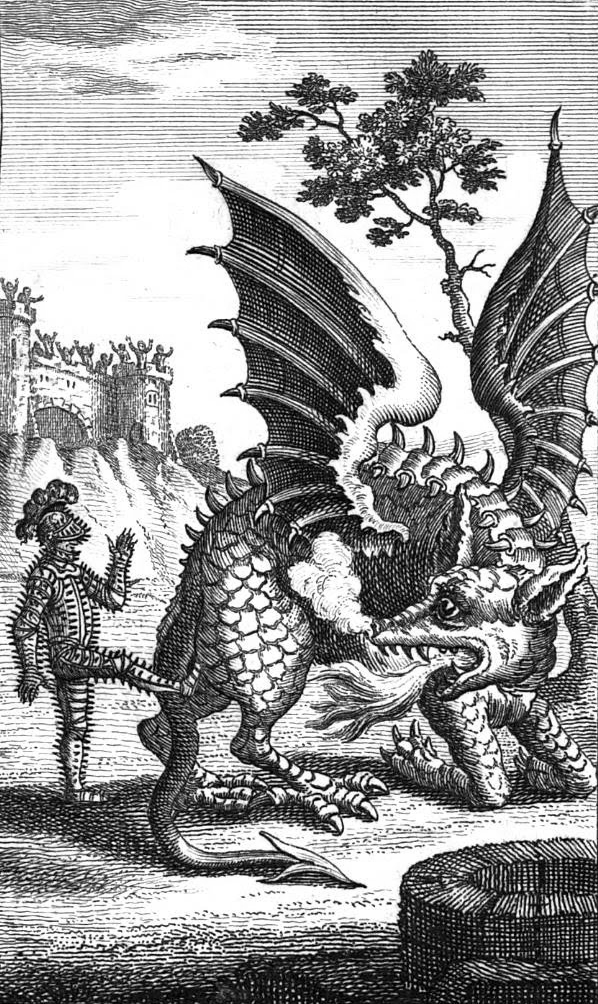
John Frederick Lampe – The Dragon of Wantley – Moore tötet den Drachen mit einem Fußtritt – Bildtafel von John June im gedruckten Libretto
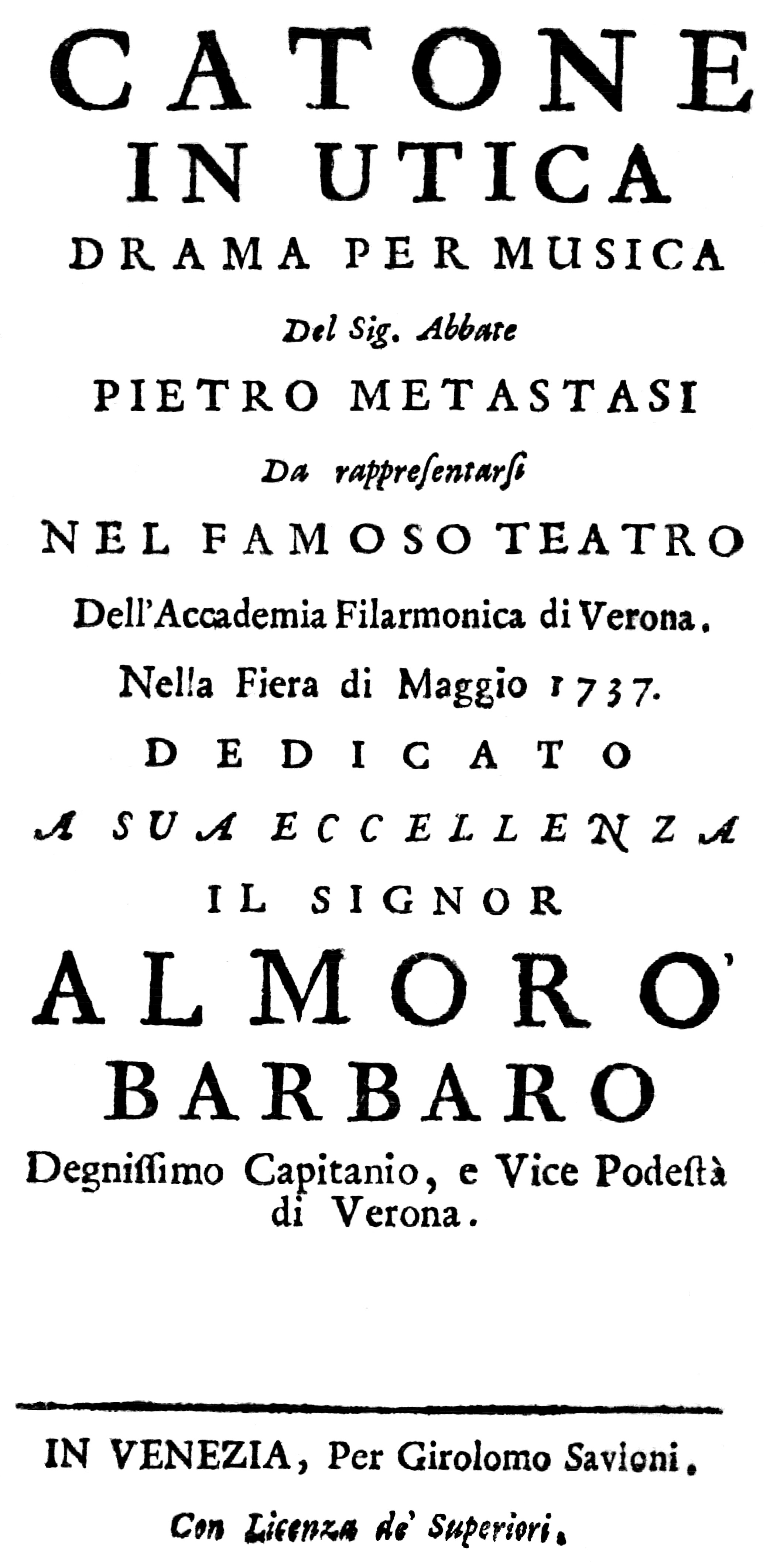
Antonio Vivaldi – Catone in Utica – Titelseite des Librettos – Venedig 1737
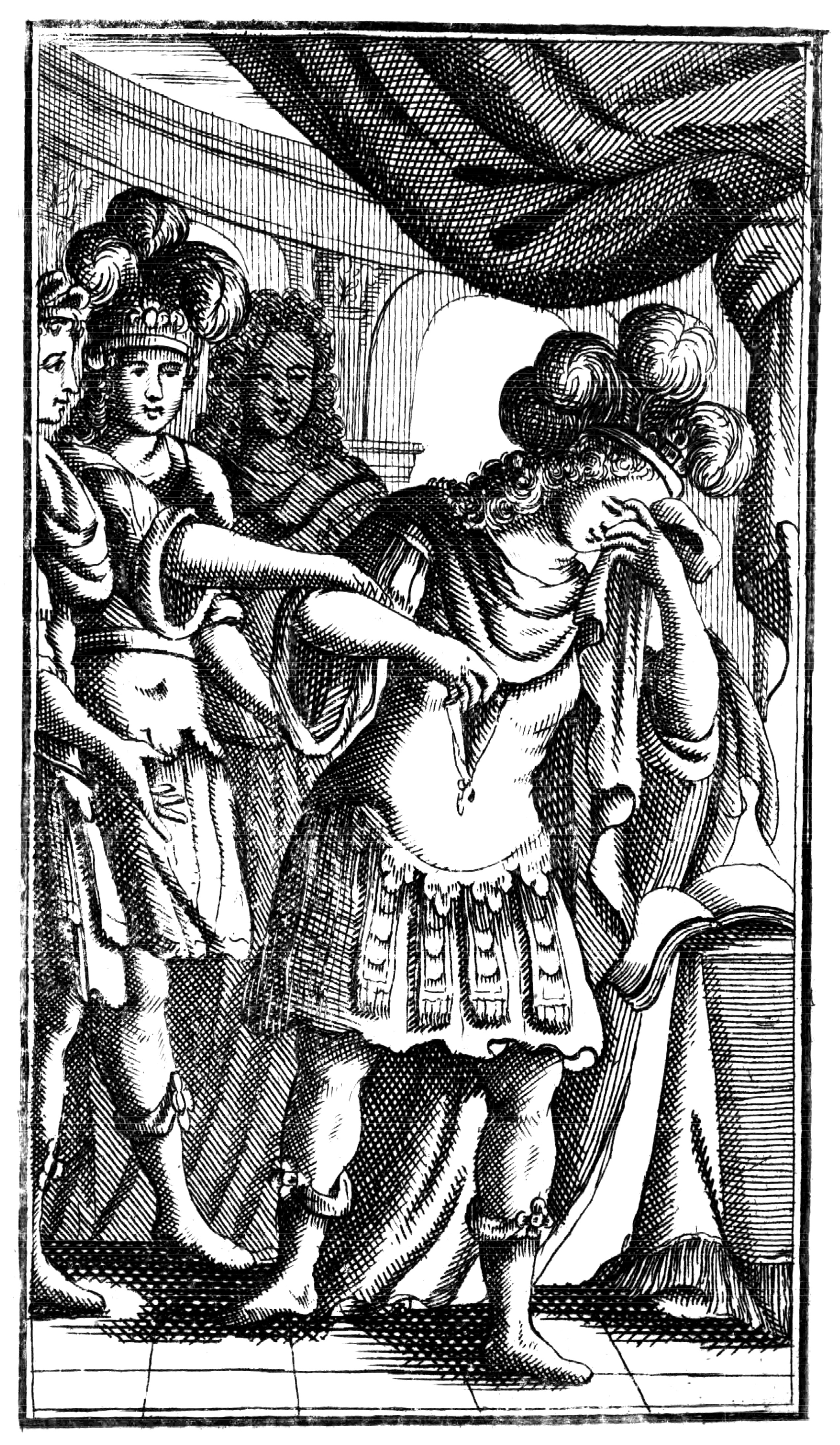
Antonio Vivaldi – Catone in Utica – Abbildung aus dem Libretto – Venedig 1737

##### Oratorium
- 23. März: Das Oratorium Il trionfo del Tempo e del Disinganno, das Georg Friedrich Händel in einer ersten Version im Frühjahr 1707 auf das Libretto von Kardinal Benedetto Pamphili komponiert hatte, wird in einer überarbeiteten Version im Theatre Royal, Covent Garden in London uraufgeführt.
- Giovanni Bononcini – Ezechia (Uraufführung in Wien)
- Francesco Feo (mit Domenico Sarro) – Gesà adorato dai tre magi (Uraufführung in Genua)
- Jean-Joseph Fiocco – Il transito di San Giuseppe
- Johann Adolph Hasse – Le Virtù appié della Croce (Libretto von Stefano Pallavicini; Uraufführung in Dresden)
- Nicola Antonio Porpora – Gedeone (Uraufführung in Wien)
- Gottfried Heinrich Stölzel – Weihnachtsoratorium (zehnteiliger Kantatenzyklus; Uraufführung zwischen Weihnachten 1736 und Epiphanias 1737)
- Georg Philipp Telemann – Jesu, deine heiligen Wunden (TWV 5:22)

### Instrumentalmusik

#### Konzerte
- Christoph Graupner – Concerto für Chalumeau, Fagott und Violoncello in C-Dur (GWV 306)
- Leonardo Leo: Cellokonzert D-Dur L. 10

#### Kammermusik
- Joseph Bodin de Boismortier – Petites Sonates suivies d'une Chaconne pour deux Bassons, Violonceles ou Violes, op. 66
- Nicolas Chédeville – Il pastor fido, sonates ... del sigr Antonio Vivaldi von Chédeville für Musette de Cour (Drehleier, Traversflöte, Oboe oder Violine)
- Pietro Locatelli – XII Sonate à Violino solo è Basso da Camera, op. 6 (Amsterdam)
- Georg Philipp Telemann – Nouveaux Quatuors („Pariser Quartette“)

#### Flöte
- Giovanni Battista Ferrandini – 6 Sonatas, op. 2

#### Viola
- Charles Dollé – Pièces de viole, op. 2

#### Violine
- Jean-Marie Leclair
  - 6 concertos a tre violini, alto e basso, per organo e violoncello, op. 7
  - Deuxième Récréation de musique d’une exécution facile composée pour deux flûtes ou deux violons, op. 8 (Paris)

#### Violoncello
- Leonardo Leo – 6 Cellokonzerte (1737–1738)

### Tastenmusik

#### Cembalo
- Charles-Joseph van Helmont – Pièces de Clavecin, op. 1

### Orgel
- Michel Corrette – Premier Livre d’Orgue, op. 16

### Vokalmusik

#### Geistlich
- Johann Sebastian Bach – Motette O Jesu Christ, meins Lebens Licht (BWV 118)
- Georg Friedrich Händel – Funeral Anthem (The ways of Zion do mourn, HWV 264)
- Gottfried Heinrich Stölzel – Ehre sei Gott in der Höhe (H. 342)
- Jan Dismas Zelenka
  - Requiem (ZWV 45)
  - 6 Ave Regina Coelorum (ZWV 128)

#### Weltlich
- Johann Sebastian Bach – Kantate Angenehmes Wiederau (BWV 30a)
- Valentin Rathgeber – Ohren-vergnügendes und Gemüth-ergötzendes Tafel-Confect, auch Augsburger Tafel-Confect genannt
- Jan Dismas Zelenka – Serenata Il diamante (ZWV 177)

### Populärmusik
- Henry Carey – Ballade Sally in Our Alley

### Lehrwerke
- Carl Johann Friedrich Haltmeier – Anleitung zum Transponieren
- Jacques Hotteterre – Méthode pour la musette, op. 10
- David Kellner – Treulicher Unterricht im General-Baß
- Johann Friedrich Lampe – A Plain and Compendious Method of Teaching Thorough Bass
- Johann Mattheson – Kern melodischer Wissenschafft, bestehend in den auserlesensten Haupt- und Grund-Lehren der musicalischen Setz-Kunst oder Composition
- Jean-Philippe Rameau – Génération harmonique, ou Traité de musique théorique et pratique (Paris)
- Johann Adolf Scheibe – Der critische Musicus

### Instrumentenbau
- Gottfried Silbermann
  - stellt nach dreijähriger Bauzeit die Orgel in der Friedenskirche (Dorfkirche) in Ponitz fertig.
- Antonio Stradivari
  - fertigt die Violinen Comte d’Amaille, Lord Norton und „Chant du Cygne – Swan Song“.

## Geboren

### Geburtsdatum gesichert
- 03. Januar: Heinrich Wilhelm von Gerstenberg, deutscher Dichter, Librettist und Kritiker († 1823)
- 09. März: Josef Mysliveček, böhmischer Komponist († 1781)
- 27. März: Francesco Zannetti, italienischer Komponist († 1788)
- 10. April: François Giroust, französischer Komponist († 1799)
- 17. Juni: Johann Baptist Oberascher, Salzburger Glocken- und Kanonengießer († 1809)
- 06. September: Johann Gottfried Berwald, deutscher Geiger und Komponist († 1785 oder 1786)
- 14. September: Michael Haydn, österreichischer Komponist († 1806)
- 25. November: Christian Friedrich Penzel, deutscher Kantor und Komponist († 1801)

### Genaues Geburtsdatum unbekannt
- Pasquale Bondini, deutscher Opernsänger (Bass) und Operndirektor († 1789)

## Gestorben

### Todesdatum gesichert

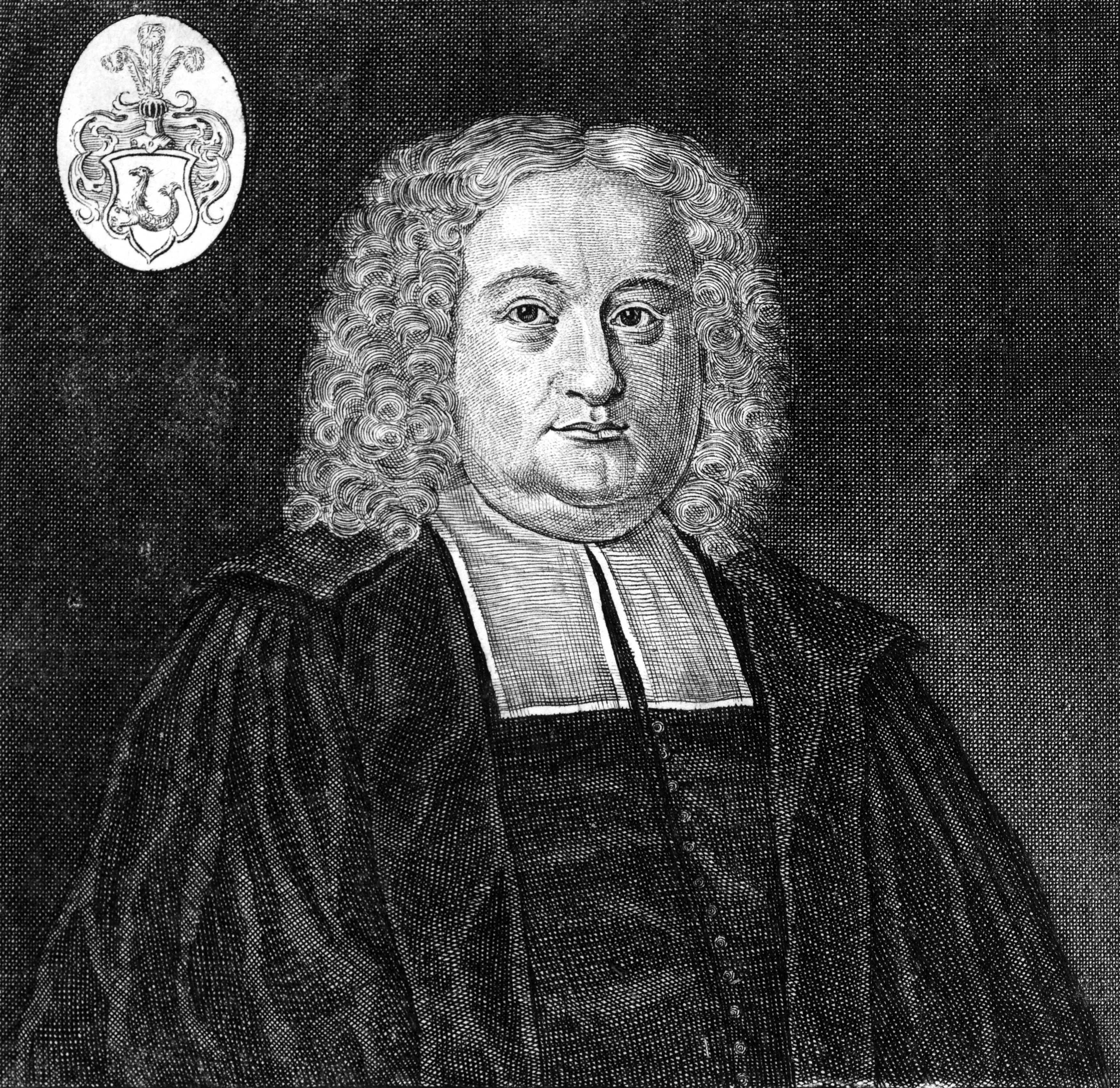
Benjamin Schmolck; † 12. Februar

- 12. Februar: Benjamin Schmolck, schlesischer Kirchenlieddichter (* 1672)
- 07. März: Francesco Antonio Tullio, italienischer Librettist (* 1660)
- 02. April: Antonio Montanari, italienischer Komponist und Violinist (* 1676)
- 12. April: Johann Sigismund Weiss, deutscher Komponist und Lautenist (* nach 1690)
- 25. April: Rupert Pfärtl, bayerischer Benediktinerpater und Chorleiter (* 1704)
- 18. Juni: Johan Niclas Cahman, schwedischer Orgelbauer (* um 1670)
- 06. Juli: Pietro Torri, italienischer Komponist (* um 1650)
- 10. August: Antonio Cristofori, italienischer Maler und Musiker (* 1701)
- 31. August: Georg Klotz, deutscher Geigenbauer in Mittenwald (* 1687)
- 22. September: Francesco Mancini, neapolitanischer Kapellmeister und Komponist (* 1672)
- 22. September: Michel Pignolet de Montéclair, französischer Komponist (* 1667)
- 21. Oktober: Johann Hermann Schrader, deutscher evangelischer Pfarrer und Kirchenlieddichter (* 1684)
- 26. November: Johannes Neunherz, deutscher lutherischer Geistlicher und Kirchenlieddichter (* 1653)
- 18. Dezember: Antonio Stradivari, italienischer Geigenbaumeister (* um 1644)

### Genaues Todesdatum unbekannt
- David Petersen, deutscher Violinist und Komponist (* um 1650)
- Domènec Teixidor, katalanischer Organist, Kapellmeister und Komponist (* um 1685)

### Gestorben um 1737
- Enoch Blinzig, deutscher Komponist und Kapellmeister (* um 1661)

### Gestorben nach 1737
- Carlo Giuseppe Testore, italienischer Geigenbauer (* um 1660)